# Goñi (Uruguay)
Goñi, auch Estación Goñi, ist eine Ortschaft in Uruguay.

## Geographie
Sie befindet sich im nordwestlichen Teil des Departamento Florida in dessen Sektor 11 nahe der Grenze zum Nachbardepartamento Durazno. Nordwestlich des in der Cuchilla de Maciel liegenden Ortes entspringen der Arroyo Batoví und der Arroyo Sauce de Villanueva. Einige Kilometer südsüdöstlich ist Puntas de Maciel gelegen. Zwischen diesen beiden Ortschaften haben zudem der Arroyo del Avance und der Arroyo Sauce de Oroño ihre Quellen.

## Infrastruktur
Goñi, durch das auch eine Eisenbahnstrecke führt, liegt an der Ruta 5.

## Einwohner
Die Einwohnerzahl Goñis beträgt 246 (Stand: 2011), davon 122 männliche und 124 weibliche.
| Jahr | Einwohner |
| ---- | --------- |
| 1963 | 392       |
| 1975 | 278       |
| 1985 | 166       |
| 1996 | 212       |
| 2004 | 275       |
| 2011 | 246       |

Quelle: Instituto Nacional de Estadística de Uruguay